# Louis-Simon Boizot
Louis-Simon Boizot (Parigi, 1743 – Parigi, 1809) è stato uno scultore francese.

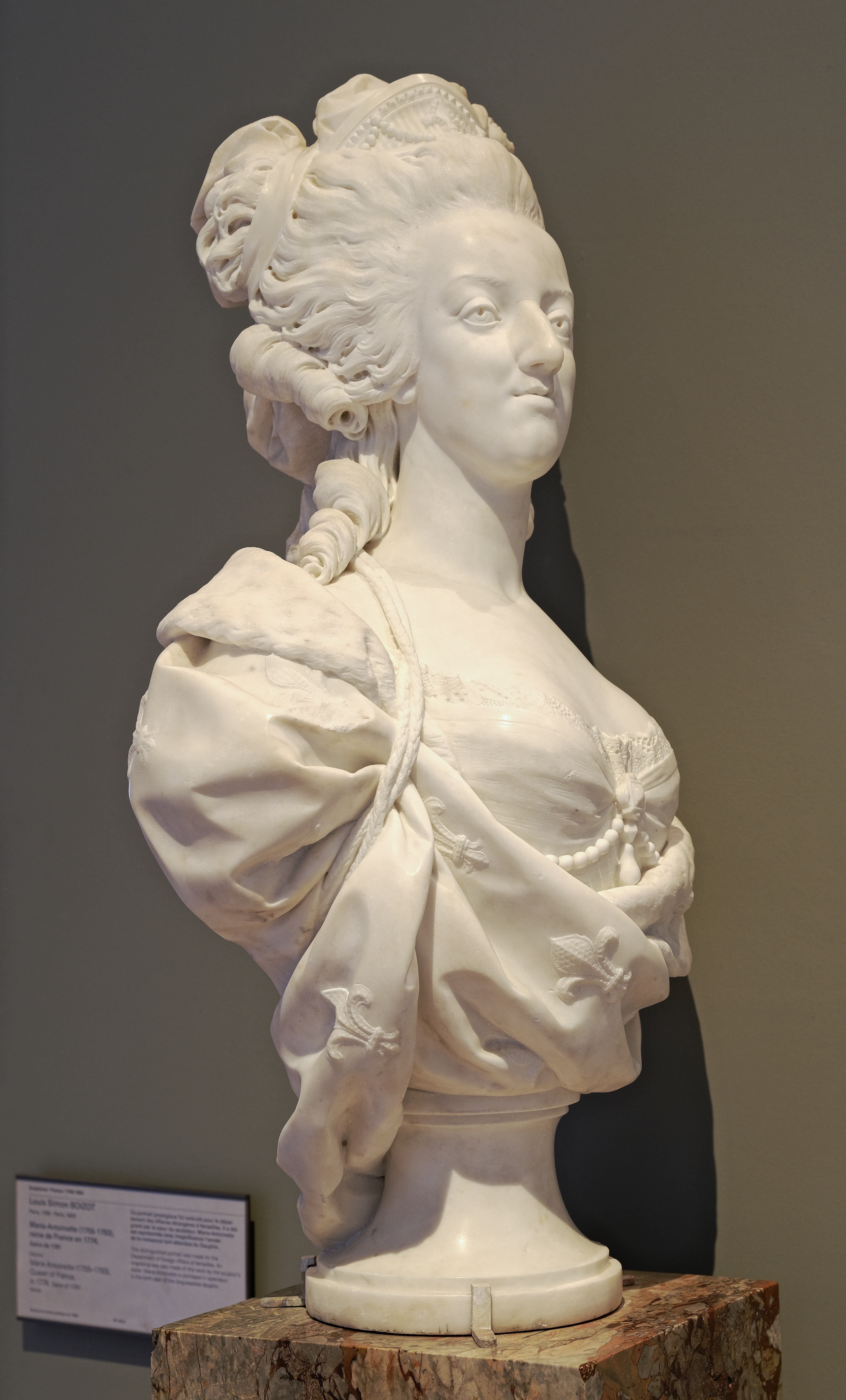
La regina Maria Antonietta (1781).

Louis-Simon Boizot era figlio di Antoine Boizot, un disegnatore di tappezzerie che lavorava per la manifattura dei Gobelins. A sedici anni entrò all'Accademia reale di pittura e scultura e lavorò nell'atelier dello scultore René-Michel Slodtz (1705-1764), dal quale si formò anche Jean-Antoine Houdon. Boizot vinse il primo premio per la scultura nel 1762 che consisteva in un soggiorno all'Accademia francese di Roma dal 1765 al 1770. Poco dopo il suo ritorno a Parigi si sposò con Marguerite Virginie Guibert, nipote dello scultore Honoré Guibert.
Fu ammesso come membro dell'Accademia reale nel 1778 e esibì le sue opere nei saloni annuali sino al 1800. Nel 1777 realizzò i busti di Luigi XVI e di Giuseppe II d'Asburgo-Lorena, in occasione della visita di quest'ultimo alla sorella Maria Antonietta; i due busti furono riprodotti in porcellana Biscuit dalla manifattura di Sèvres. Per il salone del 1781 realizzò un busto della regina Maria Antonietta per il dipartimento degli Affari esteri.
Dal 1773 al 1800 Boizot diresse i lavori di scultura a Sèvres, producendo una serie di figure in porcellana Biscuit bianca in uno stile neoclassico, ammorbidito dalle forme voluttuose del rococò. Durante la rivoluzione fu membro della Commissione dei monumenti nel 1792 e cercò di preservare molte opere d'arte, a quel tempo distrutte in gran numero. Nel 1805 tenne una cattedra all'École des Beaux-Arts. Nel 1808 eseguì la fontana per la Place du Châtelet, adattandosi al più ampolloso e severo stile Impero. Celebrò il ritorno di Napoleone dall'Egitto con una "Vittoria" dorata che sormonta due sfingi: oggigiorno si trova nei giardini del Musée Carnavalet.

## Opere

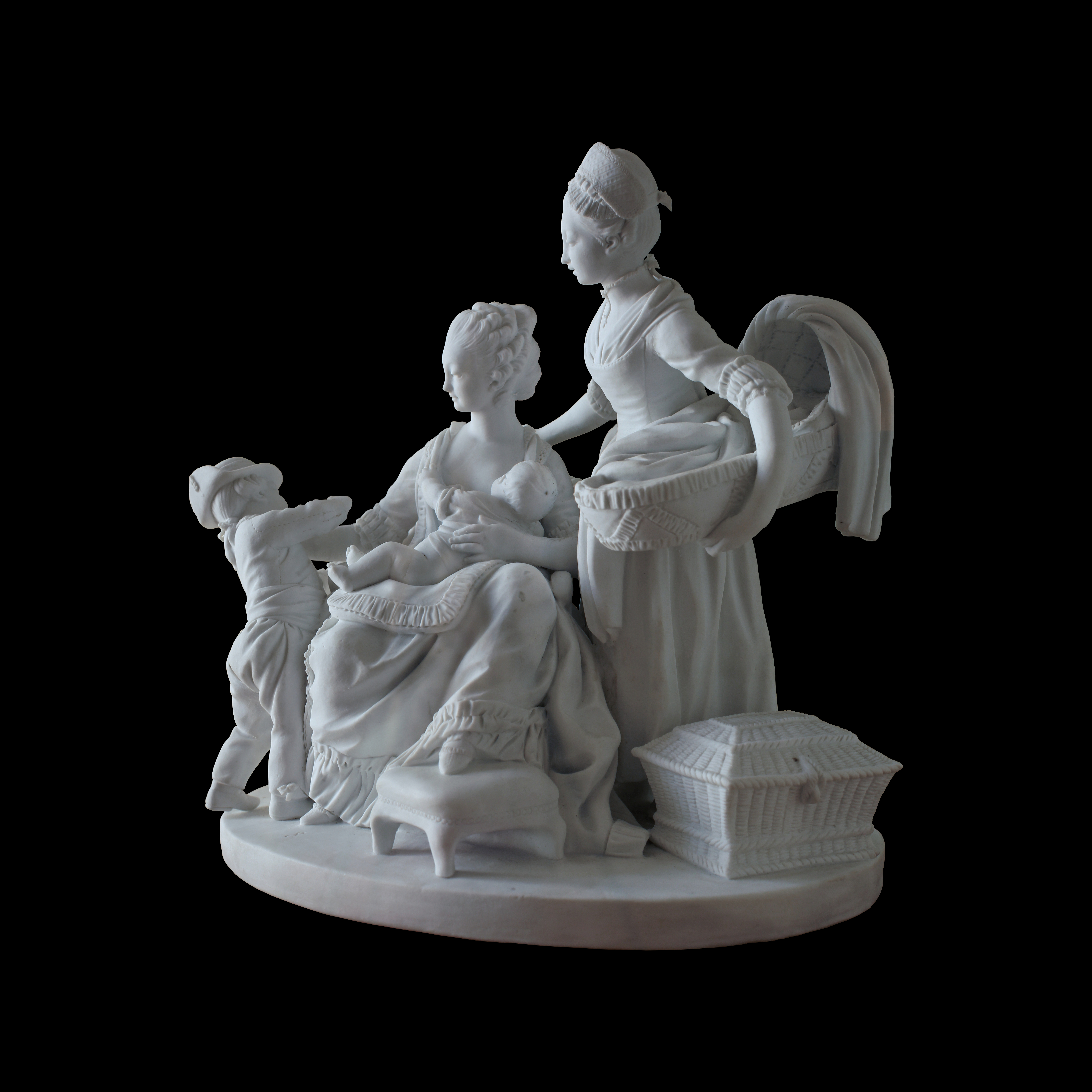
La Nourrice (1775), porcellana Biscuit bianca.

### A Parigi

#### Museo del Louvre
- Sacerdote, busto, terracotta.
- Vestale, busto, terracotta.
- Sacerdotessa, busto, porcellana, 1775.
- Venere incorona la Bellezza, gruppo in porcellana, 1775.
- Meleagro, gruppo marmoreo, 1778.
- Maria Antonietta, busto, marmo, 1781.
- Maria Antonietta, busto, porcellana, 1782.
- Jean Racine, statua, marmo, 1787.
- Venere allatta Amore, marmo nero, porcellana, bronzo dorato, 1787.

#### Altri luoghi
- Jean Racine, busto, marmo, 1787, foyer del teatro della Commedia francese.
- Il battesimo di Gesù, chiesa di Saint Sulpice.
- Vittoria sulla colonna, Place du Châtelet.
- Allegoria della repubblica, Musée Carnavalet.
- Maria Antonietta, busto, marmo, palazzo dell'Eliseo.